# Церква святих верховних апостолів Петра і Павла (Лозова)
Церква святих верховних апостолів Петра і Павла в Лозовій — парафія і храм греко-католицької громади Великобірківського деканату Тернопільсько-Зборівської архієпархії Української греко-католицької церкви в селі Лозова Тернопільського району Тернопільської области.

## Історія церкви
Парафія була 5 березня 1992 року, а храм збудовано і освячено єпископом Михаїлом Сабригою у 1999 році.
У 2009 році з єпископською візитацією парафію відвідав владика Василій Семенюк.
При парафії діють спільнота «Матері в молитві» та Марійська дружина. На території парафії встановлено пам'ятний хрест від стихійних лих та нещасть і фігура Матері Божої.

## Парохи
- о. Михайло Павко (з 1992).